# Se bastasse una canzone
Se bastasse una canzone è una canzone cantata da Eros Ramazzotti e scritta insieme a Piero Cassano e Adelio Cogliati nel 1990. È il primo singolo estratto dall'album In ogni senso.
In questa canzone il cantante romano lancia un grido a chi soffre e a chi sogna un'umanità migliore. Il singolo ottiene immediatamente un successo enorme e diventa uno dei brani più significativi del cantante romano. Verrà inserito in seguito nella raccolta Eros nel 1997 in una nuova versione.
Nel giugno 1998 Ramazzotti partecipa al Pavarotti & Friends con questa canzone e la esegue assieme a Luciano Pavarotti.
Nel 2006 è stata registrata una cover del brano da Nevio Passaro e un'altra cantata dall'ex capitano nerazzurro Javier Zanetti, andata in onda su Sky durante un suo speciale riguardo alla sua carriera nell'Inter.

## Formazione
- Eros Ramazzotti - voce
- John Giblin - basso
- Charlie Morgan - batteria
- Paolo Gianolio - chitarra acustica, chitarra elettrica, programmazione
- Celso Valli - pianoforte, tastiere, organo Hammond
- Carol Kenyon - cori
- Jimmy Chambers - cori
- Jimmy Helms - cori
- Katie Kissoon - cori
- Lange Ellington - cori
- Tessa Niles - cori
- Antonella Melone - cori
- Antonella Pepe - cori
- Renzo Meneghinello - cori
- Stefano Melone - cori

## Tracce
1. Se bastasse una canzone – 4:23
2. Amore contro – 4:24

## Classifiche

### Classifiche settimanali
| Classifica (1990) | Posizione massima |
| ----------------- | ----------------- |
| Austria           | 15                |
| Belgio (Fiandre)  | 2                 |
| Francia           | 11                |
| Germania          | 19                |
| Norvegia          | 10                |
| Paesi Bassi       | 4                 |
| Svizzera          | 7                 |

### Classifiche di fine anno
| Classifica (1990) | Posizione |
| ----------------- | --------- |
| Belgio (Fiandre)  | 12        |
| Europa            | 56        |
| Germania          | 47        |
| Paesi Bassi       | 26        |
| Svizzera          | 21        |